# エブリワンズ・ヒーロー
『エブリワンズ・ヒーロー』（原題: Everyone's Hero）は、2006年に公開されたアメリカ合衆国のアニメーション映画である。監督はクリストファー・リーヴ、ダニエル・サンピエールとコリン・ブレイディが務めた。

## あらすじ
1932年、大恐慌下のニューヨーク。ヤンキーのアービングは10歳の野球ファンだが、腕が悪いために他の子供たちからいじめられていた。その日、彼はしゃべる野球ボールを見つけ、他の人には聞こえないが、スクリューと名付ける。ヤンキーの父スタンリーは、ヤンキー・スタジアムの管理人として働いている。2人がスタジアムにいる間に、警備員に変装した泥棒がベーブ・ルースの有名なバット「ダーリン」を盗む。スタンリーは濡れ衣を着せられ、ダーリンが見つかるまで一時解雇される。スタンリーは愚かにも、ロッカールームに一人でいたことをヤンキーのせいにし、彼をハメる。スタンレーはヤンキーを懲戒解雇にし、自室に追いやるが（これは後に後悔することになる）、本当の泥棒はシカゴ・カブスのイカサマ投手レフティ・マギニスであることが判明する。レフティはカブスのゼネラル・マネージャー、ナポレオン・クロスの下で働いており、彼は1932年のワールドシリーズでカブスがニューヨーク・ヤンキースを破るのを見たいと願っていた。
バットを取り戻し、立ち退きを迫られ路頭に迷う家族を救おうと決意したヤンキーは、駅に行きレフティからバットを奪うが、列車が別の駅に着く前に降りそびれてしまう。バットのダーリンは話す能力もあり、ヤンキーに次のワールドシリーズが開催されるシカゴのベーブ・ルースのもとへ連れて帰るよう促す。旅の途中、マジニスは乱暴な追跡の最中にヤンキーからバットを盗もうとする。ヤンキーはダーリンをベーブ・ルースに返し、それによって父親の汚名をそそぎ、自分の仕事を守ることを決意する。ヤンキーは、アンディ、ルイス、ジャックといった浮浪者、マルティ・ブルースターという少女、彼女の父親、ロニー・ブルースターというニグロリーグの投手、シカゴへのドライブを手伝い、ヤンキーにバッティング中の正しい足の置き方を教えるベーブ・ルース本人など、彼の探求を助ける人々に出会う。レフティはダーリンを盗んでクロスに渡し、クロスはヤンキーを誘拐する。試合中、クロスはヤンキーを事務所に閉じ込め、計画を打ち明ける。
オフィスから逃げ出したヤンキーは何人もの警備員をかわし、ついにダーリンをベーブに返す。クロスは、ヤンキーはカウントプレーヤーになるには若すぎると言って、ベーブに勝利を受け取るのをやめさせようとする。にもかかわらず、ベーブはヤンキーに「バットじゃない、バッターだ」と言って自信をつけさせる。ヤンキーは2ストライクの後、スクリューを打つことに成功する。多数のカブスの選手たちがヤンキーをアウトにしようとする中、ヤンキーは彼らをかわし、トリップさせる。レフティが最後のタッグアウトを試みるが、ヤンキーは彼を飛び越え（彼とスタンリーの両方に迷惑をかけた仕返しだ）、ホームプレートに着地して1点を返す。これでヤンキースは士気を取り戻し、さらに7点を追加してリードを奪い、ワールドシリーズを制した。
ダーリンの窃盗が発覚したことで、クロスが逮捕されるが、クロスは「ヤンキーはイカサマをしたファンだった」と言う。共犯者として、またイカサマ師としての彼の関与も明らかになると、レフティはチームから追い出され、逮捕もされる。スタンリーはヤンキーに「さっきは言うことを聞かなかった」と謝り、彼の汚名は晴れて正式にスタジアムの管理人に復帰する。ヤンキーと彼の両親、そして新しい野球仲間であるスクリューとダーリンは、ヤンキースのワールドシリーズ優勝を祝し、クロスがベーブ・ルースのボブルヘッドを配っている間、彼は正式な選手となり、彼らの釈放の一環として通りを掃除する。ヤンキーは嬉しそうにスクリューと浮浪者の犬とキャッチボールをし、映画は終わる。

## 登場人物
ヤンキー・アーヴィング (Yankee Irving)
声 - ジェイク・T・オースティン（原）
野球選手になることを夢見ている10歳の少年は、彼の威勢のいい美しい野球のバットダーリンを救うアイドルのベーブ・ルースを尊敬しています。
スクリューイー (Screwie)
声 - ロブ・ライナー（原）
相手のダーリンと喧嘩するおしゃべり野球。
ダーリン (Darlin)
声 - ウーピー・ゴールドバーグ（原）
ベイブ、ベイブ、ダーリンが所有するしゃべる野球のバットは切っても切れない関係にあり、ベイブはどこへ行っても彼女を連れて行き、どんな犠牲を払っても彼女を守ります。 ダーリンは彼女の所有者を愛し、彼の周りで安全だと感じています。
レフティ・マギニス (Lefty Maginnis)
声 - ウィリアム・H・メイシー（原）
ベイブのバット、ダーリンを盗もうとするために送られた不正な野球選手であり、ベイブに彼女を与えたことでヤンキーに復讐している。
ナポレオン・クロス (Napoleon Cross)
声 - ロビン・ウィリアムズ（原）
シカゴカブスのゼネラルマネージャーとレフティの上司。
ベーブ・ルース (Babe Ruth)
声 - ブライアン・デネヒー（原）
有名なニューヨークヤンキースの野球選手。
マルティ・ブルースター (Marti Brewster)
声 - レイヴン・シモーネ（原）
ロニーとロゼッタの娘。
スタンリー・アーヴィング (Stanley Irving)
声 - マンディ・パティンキン（原）
ヤンキースタジアムのヤンキーの父と管理人。
ロニー・ブルースター (Lonnie Brewster)
声 - フォレスト・ウィテカー（原）
ヤニグロリーグのスターピッチャーであり、マルティの父でありロゼッタの夫である、カーブボールのアフリカ系アメリカ人の王。

## キャスト
- ヤンキー・アーヴィング - ジェイク・T・オースティン
- スクリューイー - ロブ・ライナー
- ダーリン - ウーピー・ゴールドバーグ
- レフティ・マギニス - ウィリアム・H・メイシー
- ナポレオン・クロス - ロビン・ウィリアムズ
- ベーブ・ルース - ブライアン・デネヒー
- マルティ・ブルースター - レイヴン・シモーネ
- スタンリー・アーヴィング - マンディ・パティンキン
- ロニー・ブルースター - フォレスト・ウィテカー
- エミリー・アーヴィング - ダナ・リーヴ
- ミスター・ロビンソン - ロバート・ワグナー

## スタッフ
- 監督：クリストファー・リーヴ、ダニエル・サンピエール、コリン・ブレイディ
- 脚本：ロバート・カーツ、ジェフ・ハンド
- プロデューサー：ロン・ティップ、イゴール・カイト
- 編集：ジョン・ブライアント

## マーケティング・興行収入
開幕の週末、この映画は米国とカナダの2,896の劇場で、610万ドルの収益を上げ、興行収入でギャングスターズ 明日へのタッチダウンとブラック・ダリアに次ぐ第3位にランクされました。 その実行の終わりまでに、エブリワンズ・ヒーローは、米国で1,450万ドル、海外で210万ドル、世界でおよそ1,660万ドルの収益を上げました。

## 評価

### 映画批評家によるレビュー
Rotten Tomatoesでは、69のレビューに基づいて42％の支持率を得ており、平均評価は5.10/10となっている。同サイトのコメントでは、「エブリワンズ・ヒーローはとても予測可能で当たり障りのない物語なので、主に小さな子供たちにアピールします。 ピクサーのリーグで何かを探している他の人は間違った球場を探しています 」としている。Metacriticでは、20人の批評家に基づいて100点満点中51点の平均点をつけている。